# Raipur Bichaur
Raipur Bichaur fou un estat tributari protegit, un dels talukdaris d'Oudh governat per una nissaga Bachgoti l'ancestre de la qual fou Diwan Hirda Singh de Patti Saifabad, el fill del qual Agar Sen va fundar Raipur Bichaur.

## Llista de talukdars
- Rai Agar Sen
- Rai Zorawar Singh
- Rai Jabar Singh
- Rai Prithipal Singh ?-1866
- Thakurani Sultan Kunwar 1866-?